# زندگانی امام صادق
زندگانی امام صادق جعفر بن محمد (ع) نام کتابی از سید جعفر شهیدی (م ۱۳۸۶) است. این کتاب در ۱۱ فصل توسط مرکز مطالعات اسلامی مسکو به زبان روسی ترجمه شده‌است.

## موضوع
سید جعفر شهیدی در این کتاب با متنی روان و نگاهی دقیق به زوایای گوناگون زندگانی جعفر صادق پرداخته‌است. وی در این کتاب با نگاهی تحلیلی به وضعیت سیاسی و اجتماعی آن دوران به بررسی علت‌های قیام‌های ضد دولتی و آشفتگی‌های سیاسی آن زمان مطالبی را آورده‌است. شهیدی بخشی از کتاب حاضر را نیز به بیان مناظرات و جلسات درس امام ششم شیعیان اختصاص داده‌است.

## ساختار
این کتاب در یک مقدمه و پانزده فصل تنظیم شده‌است. فهرست اجمالی این کتاب عبارت است از:
- فصل اول: جعفر بن محمد و القاب او
- فصل دوم - وضع سیاسی زمان امام، آشفتگی‌ها و ناخرسندی‌ها در حوزه اسلام و علت آن
- فصل سوم - مختار و دعوت مردم به محمد حنفیه و مهدی شناساندن او
- فصل چهارم - زید بن علی و علت قیام او
- فصل پنجم - محمد نفس زکیه و دعوی مهدی گری
- فصل ششم - رونق گرفتن بحث‌های کلامی در منطقه شرق اسلامی و علت آن
- فصل هفتم - فقه در دوران محمد، علی و حل مشکلات فقهی در دوران پیامبر اسلام، در عصر خلفا
- فصل هشتم - زاهد نمایان دوران جعفر بن محمد
- فصل نهم - عیان و سخنان آنان، منصور و مردی که در مکه از او شکایت کرد، معارضه جعفر بن محمد با حاکمان
- فصل دهم - شهادت جعفر بن محمد
- فصل یازدهم - پند دادن جعفر بن محمد به داوود طایی
- فصل دوازدهم - سفارش‌ها جعفر بن محمد
- فصل سیزدهم - شعرهای منسوب به جعفر بن محمد
- فصل چهاردهم - شعرهای عربی که در مدح او سروده شده
- فصل پانزدهم - شعرهای فارسی که در مدح او سروده شده[۴]

## مقدمه
سید جعفر شهیدی در بخشی از مقدمه این کتاب خطاب به جعفر صادق چنین می‌نویسد:

## ویژگی‌ها
از ویژگی‌های این کتاب علاوه بر استنادهای نویسنده به منابع دقیق و معتبر تاریخی، می‌توان به خرافه ستیز بودن آن اشاره کرد.

## انتشار
این کتاب برای اولین بار در سال ۱۳۶۲ توسط جامعه الامام صادق تحت عنوان «آشنایی با زندگانی امام صادق سلام الله علیه» منتشر گردید. اما بعدها دفتر نشر فرهنگ اسلامی مسئولیت چاپ این کتاب را بر عهده گرفت و آن را با عنوان حاضر منتشر کرد.